# Kintetsu Corporation
A Kintetsu Corporation (近畿日本鉄道株式会社, Kinki Nippon Tetsudō Kabushiki-gaisha) é uma empresa japonesa de trânsito ferroviário comumente conhecida como Kintetsu (近鉄). É a maior ferrovia privada no Japão. A sua complexa rede de linhas liga Osaka, Kyoto, Nara, Nagoya, Tsu e Ise,  em 2023 a empresa transportou 501.38 milhões de pessoas. A Kintetsu também opera o companhias de turismo, imobiliárias e empresas de transporte marítimo e ferroviário e tem uma grande operação de construção de comboios de trens (Kinki Sharyo), que produz trens utilizados no Japão. A empresa foi fundada sob o nome de Nara Tramway Co., a corporação se tornou Kintetsu Group Holdings Co. em 1948.

## Rede de rotas

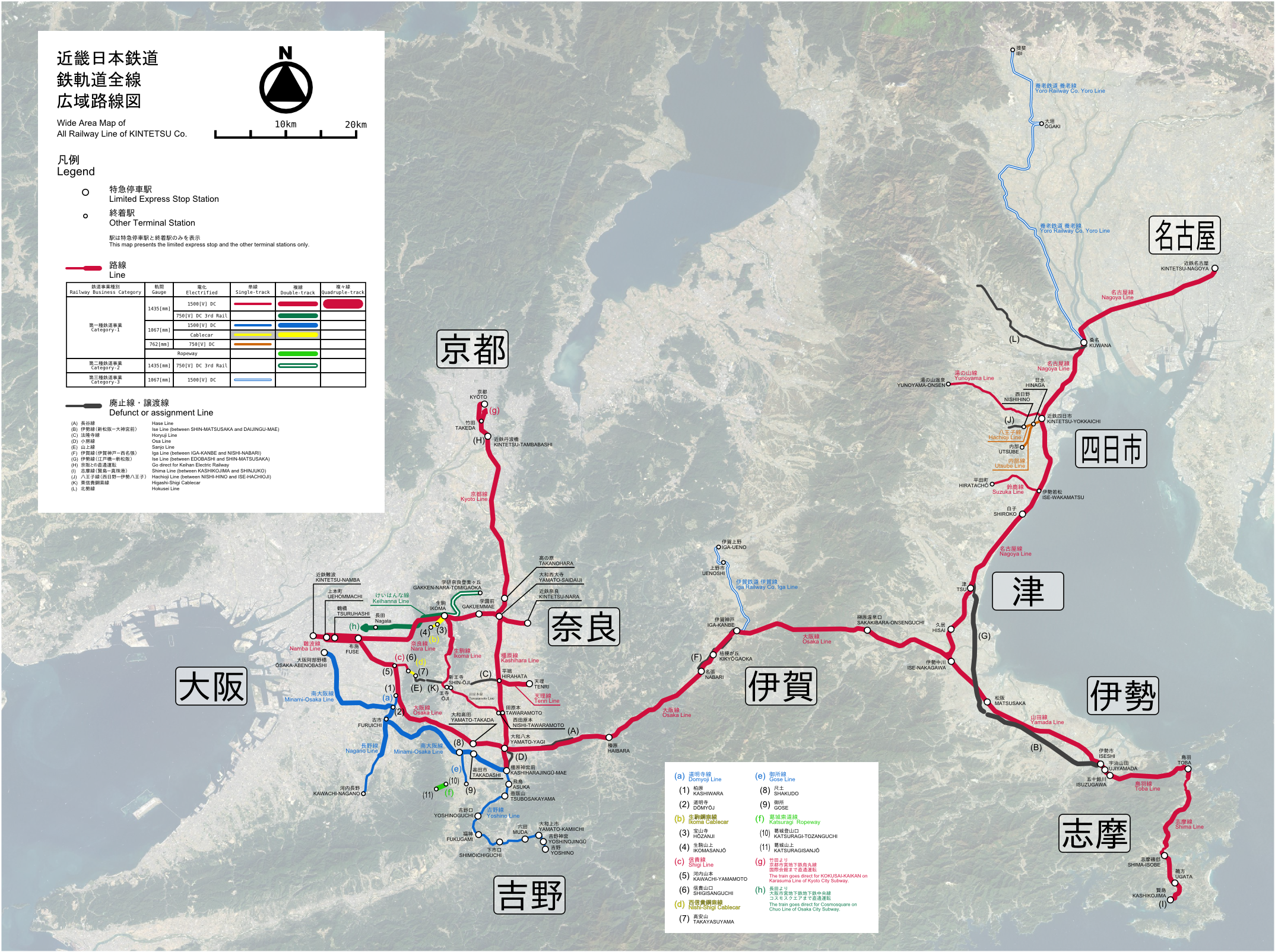
Kintetsu mapa da área

### Bitola padrão(1.435mm)
Linhas de Osaka
- Linha de Osaka (Osaka-sen) Osaka Uehommachi ↔ Ise Nakagawa 108.9km
- Linha de Shigi (Shigi-sen): Kawachi Yamamoto ↔ Shigisanguchi 2,8 km

Linhas de Nara
- Linha de Nara (Nara-sen): Fuse ↔ Kintetsu Nara 26,7 km
- Linha de Namba (Namba-sen): Osaka Namba ↔ Osaka Uehonmachi 2,0 km
- Linha de Quioto (Kyoto-sen): Quioto ↔ Yamato Saidaiji 34,6 km
- Linha de Kashihara (Kashihara-sen): Yamato Saidaiji ↔ Kashiharajingu-mae 23,8 km
- Linha de Tenri (Tenri-sen): Tenri ↔ Hirahata 4,5 km
- Linha de Tawaramoto (Tawaramoto-sen): Shin-Oji ↔ Nishi Tawaramoto 10,1 km
- Linha de Ikoma (Ikoma-sen): Ikoma ↔ Oji 12,4 km
- Linha de Keihanna (Keihanna-sen): Nagata ↔ Gakken Nara-Tomigaoka 18,8km

Linhas de Nagoya
- Linha de Nagoya (Nagoya-sen): Estação Kintetsu-Nagoya  ↔ Ise Nakagawa 78,8km
- Linha de Yunoyama (Yunoyama-sen): Kintetsu Yokkaichi ↔ Estação Yunoyama-onsen 15,4km
- Linha de Suzuka (Suzuka-sen): Ise Wakamatsu ↔ Hiratacho 8,2km
- Linha de Yamada (Yamada-sen): Ise Nakagawa ↔ Ujiyamada 28,3km
- Linha de Toba (Toba-sen): Ujiyamada ↔ Toba 13,2km
- Linha de Shima (Shima-sen): Toba ↔ Kashikojima 24,5km

### Bitola japonesa(1.067mm)
- Linha de Minami Osaka (Minami Osaka-sen): Osaka Abenobashi ↔ Kashiharajingu-mae 39,8km
- Linha de Domyoji (Domyoji-sen): Domyoji ↔ Kashiwara 2,2km
- Linha de  Nagano (Nagano-sen) : Furuichi ↔ Kawachinagano 12,5km
- Linha de Gose (Gose-sen): Shakudo ↔ Kintestu Gose 5,2km
- Linha de Yoshino (Yoshino-sen): Kashiharajingu-mae ↔ Yoshino 25,2km

### Bitola 762mm
- Linha de Utsube (Utsube-sen): Kintetsu Yokkaichi ↔ Utsube 5,7km
- Linha de Hachioji (Hachioji-sen): Hinaga ↔ Nishihino 1,3km

### Teleférico
- Funicular linha de Ikoma (Ikoma-Kosaku-sen) Toriimae ↔ Hozanji ↔ Ikomasanjo 2,0km
- Funicular linha de Nishishigi (Nishishigi-Kosaku-sen) Shigisanguchi ↔ Takayasuyama 1,3km

### Bonde aéreo
- Bonde aéreo linha de Katsuragi (Katsuragi-Sakudo-sen) Katsuragi Tozanguchi ↔ Katsuragi Sanjo 1,4km

1. ↑  Miki, Masafumi (2004). «Railway Operators in Japan 12: Southern and Eastern Kinki Region» (PDF). EJRCF. Japan Railway and Transport Review. 7 (38): 58. Consultado em 03 de junho de 2025 Verifique data em: |acessodata= (ajuda)
2. ↑  Kintetsu Group (março de 2024). «Kintetsu Group Integrated Report 2023» (PDF). Consultado em 03 de julho de 2025 Verifique data em: |acessodata= (ajuda)
3. ↑  «車両の検査・修理・メンテナンスなら近鉄車両エンジニアリング». 近鉄車両エンジニアリング (em japonês). Consultado em 3 de julho de 2025
4. ↑  «KINTETSU GROUP HOLDINGS｜Corporate Information». www.kintetsu-g-hd.co.jp. Consultado em 3 de julho de 2025. Cópia arquivada em 14 de maio de 2024